# 名古屋銀行
株式会社名古屋銀行（なごやぎんこう、英: The Bank of Nagoya,Ltd.）は、愛知県名古屋市中区に本店を置く第二地方銀行。
企業スローガンは「絆をつくる、明日へつなぐ。」。

## 概要
愛知県内に本店を置く全国地方銀行協会加盟の銀行が存在しないこともあり、県内では長らく旧東海銀行（現・三菱UFJ銀行）に次ぐシェアを持ち、2025年現在の第二地方銀行の枠組みの中でも北洋銀行と京葉銀行、あいち銀行（あいちフィナンシャルグループ）に次ぐ第4位の規模を誇る。
愛知県内を中心に岐阜県、静岡県、東京都、大阪市に店舗を展開している。海外では中華人民共和国に南通支店と上海駐在員事務所を持つ。
十六銀行・百五銀行と業務提携を結んでおり、愛知銀行・中京銀行（現在は両社とも合併し、あいち銀行)を加えた4行間でATM相互利用が可能になっている。
2022年4月には、静岡銀行とも包括業務提携を結ぶことを発表した。取引先支援での協業、一部システムや事務部門の共同化による経営効率の向上、相互出資を行うが、経営統合や店舗統廃合は実施しない。

## 沿革
- 1949年（昭和24年）
  - 2月 - 殖産会社の共和殖産株式会社として愛知県岡崎市に創業。
  - 12月 - 無尽会社に転換し名古屋殖産無尽株式会社に商号変更。
- 1951年（昭和26年）10月 - 相互銀行に転換、株式会社名古屋相互銀行に商号変更。
- 1961年（昭和36年）10月 - 名古屋証券取引所市場第二部に上場。
- 1963年（昭和38年）
  - 4月 - 現在の本店に移転。
  - 8月 - 名古屋証券取引所市場第一部に上場。
- 1973年（昭和48年）10月 - 預金全店オンラインシステム完成。
- 1976年（昭和51年）4月 - 第二次総合オンラインシステム稼動。
- 1985年（昭和60年）1月 - 第三次総合オンラインシステム稼動。
- 1986年（昭和61年）9月 - 中華人民共和国江蘇省南通市に南通駐在員事務所開設。
- 1988年（昭和63年）11月 - 東京証券取引所市場第一部に上場。
- 1989年（平成元年）2月 - 普通銀行に転換し、株式会社名古屋銀行に商号変更。
- 1995年（平成7年）4月 - 中華人民共和国上海市に上海駐在員事務所開設。
- 2000年（平成12年）7月 - 十六銀行と業務提携合意。
- 2001年（平成13年）6月 - 十六銀行へ岐阜県内3か店の営業を譲渡。及び同行より愛知県内4か店の営業を譲受。
- 2004年（平成16年）1月 - 新勘定系オンラインシステム稼動。
- 2008年（平成20年）4月 - 富山第一銀行名古屋支店の事業を譲り受ける。
- 2009年（平成21年）4月 - 創立60周年を期に、新・ヴィジュアル・アイデンディティ（VI）を導入。行名ロゴやイメージカラーなどを中心にリニューアルし、店舗レイアウトの変更を実施[4]。
- 2011年（平成23年）9月 - 中華人民共和国江蘇省南通市に南通支店開業（南通駐在員事務所閉鎖）。
- 2015年（平成27年）1月 - インターネット支店開業、個人向けインターネットバンキングbankstageサービス開始。
- 2018年（平成30年）3月 - 取引先企業の情報発信支援のためPR TIMESと提携[5]。
- 2019年（令和元年）10月 - 自動車産業サポート室を設置[6]。
- 2020年（令和2年）4月 - 取引先企業の事業承継を支援する投資子会社「名古屋キャピタルパートナーズ」設立[7]。
- 2021年（令和3年）
  - 1月 - 新システムへ移行[8][9]。
  - 4月 - 第二地銀としては初となる信託業務の兼営認可を取得し業務開始[10]。
  - 9月 - 愛知銀行との間で愛知県内に展開する店舗外ATMの一部を共同運営に移行開始。共同ATMの運営はイーネットに委託する[9][11][12]。
- 2022年（令和4年）
  - 2月15日 - 名古屋カードの完全子会社化を発表[13]。
  - 3月7日 - ローソン銀行の「即時口座決済サービス」に参加。これにより、ローソン銀行ATMで名古屋銀行の口座から「au PAY」にチャージができるようになる[14][15]。
  - 4月27日 - 静岡銀行との包括的業務提携（静岡・名古屋アライアンス）を発表[16][3]。
- 2023年（令和5年）
  - 3月24日 - 一般社団法人名古屋銀行協会から名古屋市中区丸の内に所在する名古屋銀行協会会館を2024年（令和6年）3月に取得すると発表[17]。
- 2024年（令和6年）
  - 4月1日 - この日より静岡銀行とのATMの相互利用無料化提携を開始した[18]。
  - 4月11日 - この日から磁気の影響を受けにくい新しい通帳（Hi-Co通帳）を取扱開始した[19]。

## 歴代頭取
| 代 | 氏名       | 期間            | 備考                                                    |
| -- | ---------- | --------------- | ------------------------------------------------------- |
| 1  | 加藤千麿   | 1989年 - 2006年 | 名古屋相互銀行社長：1982年-1989年、第二地方銀行協会会長 |
| 2  | 簗瀬悠紀夫 | 2006年 - 2013年 | 第二地方銀行協会会長                                    |
| 3  | 中村昌弘   | 2013年 - 2017年 |                                                         |
| 4  | 藤原一朗   | 2017年 -        | 第二地方銀行協会会長                                    |

## 関連会社
- 株式会社名古屋リース
- 名古屋ビジネスサービス株式会社
- 株式会社名古屋カード
- 株式会社名古屋エム・シーカード
- 株式会社名古屋キャピタルパートナーズ

## ギャラリー
- 枇杷島通支店（名古屋市西区、看板デザインはVI刷新前のもの）
- 大樹寺支店（岡崎市鴨田町、看板デザインはVI刷新後のもの）
- 岡崎南支店（岡崎市針崎町）
- 豊橋ミラまち支店（豊橋市曙町）